# Bob Ackerman
Robert Jacob George „Bob“ Ackerman (* 1940 oder 1941 in Irvington, New Jersey; † 27. Dezember 2022) war ein US-amerikanischer Jazzmusiker (Holzblasinstrumente, Piano, Arrangement, Komposition).

## Leben und Wirken
Ackerman begann im Alter von fünf Jahren mit dem Musizieren. In der fünften Klasse wählte er das Altsaxophon als Studieninstrument, später ergänzte er sein Repertoire mit Klavier, Klarinette und Flöte. Er besuchte das Montclair State College und trat der Musikergewerkschaft bei; in den folgenden Jahren spielte er in Orchestern, Combos und Bigbands in den Catskill Mountains und in der Umgebung von New York und New Jersey. Den Master-Abschluss erwarb er an der Columbia University, während er als Vollzeitmusiker arbeitete. Er begann Musik zu unterrichten und wurde Leiter der Highschool-Band in Highland Park, New Jersey. Er arbeitete auch im Paper Mill Theatre und spielte nachts in Jazzclubs.
Mitte der 70er lernte Ackerman die Sängerin Pam Purvis kennen und heiratete sie, und sie begannen eine gemeinsame musikalische Karriere, die sie als Duo und mit anderen bekannten Musikern zu Tourneen um die ganze Welt führte. 1977 entstanden erste Aufnahmen in New York mit Mickey Tucker, Clint Houston und Eddie Gladden (Big Daddy). 1978 zog das Paar nach Dallas, und Ackerman wurde im National Endowment Program of the Arts als Komponist gefördert und als Artist in Residence an der Dallas Arts Magnet High School. Das Paar wurden regional über Auftritte in einem Jazzquintett bekannt. Aufnahmen entstanden weiterhin mit dem Ensemble Ackerman und dem Bob Ackerman Trio, außerdem mit dem Dennis Gonzalez John Purcell 8Tet, Henry Franklin und Joey DeFrancesco.
In den 1980er Jahren entwickelte Ackermann Fachkenntnisse in der Bearbeitung von Mundstücken und wurde als „Mundstückdoktor“ bekannt. In dieser Zeit erkannte er den Wert von Vintage-Saxophonen und wurde ein Pionier in der Restaurierung von historischen Blasinstrumenten. Er begann mit dem Handel von Vintage-Saxophonen und baute seine Firma Progressive Winds zu einem internationalen Unternehmen aus. Er veröffentlichte mehrere Artikel und begleitende CDs im The Saxophone Journal mit dem Titel „The Great Horns of America“. In seinen späteren Jahren lebte Ackerman in Irvington, New Jersey.
Ackerman zog sich 2017 nach Pawleys Island, South Carolina, zurück und spielte dort lokale Gigs und Konzerte. Er hinterlässt eine Vielzahl von Aufnahmen in Genres von Klassik über Jazz bis Avantgarde, einschließlich seiner eigenen Klassik- und Jazzkompositionen. Im Bereich des Jazz war er laut Tom Lord zwischen 1977 und 2009 an 29 Aufnahmesessions beteiligt, zuletzt mit dem Fred Taylor Trio.

## Diskographische Hinweise
- Bob Ackerman / Claude Johnson: Pharoah's Gold (Daagnim Records, 1983)
- Pam Purvis / Bob Ackerman: Heart Song (1986), mit Harvie Swartz, Akira Tana
- Old and New Magic (Silkheart, 1993), mit Wilber Morris, Denis Charles
- If I Think Of Something, You’ll Let Me Know (Progressive Winds, 1988) dto.
- Big Daddy (1998)
- Who Decides? (1998), u. a. mit Chris Lough, Dominic Duval, Tom Sayek, Bobby Kapp
- A La Mode (2001)
- And Now I Can See Crows Mating in the Mist (2001), mit Herb Robertson, Wilber Morris, Denis Charles, Pam Purvis
- Great Horns of America Revisited (The Saxophone Journal, 2005)
- Pam Purvis, Bob Ackerman: Two for the Road (MSR Jazz, 2014)